# 허민호
허민호(許敏鎬, 1990년 3월 1일 ~ )는 대한민국의 트라이애슬론 선수이다. 2012년 하계 올림픽 트라이애슬론 남자 개인전에 출전했다.

## 예능 프로그램
- 2021년 JTBC 《뭉쳐야 찬다 시즌2》 - 고정출연